# Ирако-йеменские отношения
Ирако-йеменские отношения — двусторонние дипломатические отношения между Ираком и Йеменом.

## История
В 1991 году во время вторжения Ирака в Кувейт и последующей за этим международной военной операцией «Буря в пустыне», Йемен занял нейтральную позицию. В 2015 году премьер-министр Ирака Хайдер Джавад Аль-Абади совершил официальный визит в Соединённые Штаты Америки, где сделал заявление о том, что Ирак осуждает ведение боевых действий странами арабской коалиции во главе с Саудовской Аравией в Йемене. Хайдер Джавад Аль-Абади добавил, что действия Саудовской Аравии в Йемене не имеют смысла и она зашла слишком далеко, начав бомбить территорию этой страны. По мнению премьер-министра Ирака, гражданская война в Йемене — это внутреннее дело этой страны и не стоит в него вмешиваться вооружённым силам других стран, но заверил, что Ирак приложит все дипломатические усилия для того, чтобы в Йемене наступил мир.
В 2016 году министр иностранных дел Ирака Ибрахим аль-Джафари провёл переговоры с представителями хуситов, которые являются одной из сторон вооружённого конфликта в Йемене. Представитель хуситов в ходе встречи подтвердил готовность к возобновлению переговоров с другой стороной конфликта для того, чтобы остановить кровопролитие в стране.